# Tomasz Lisowski (piłkarz)

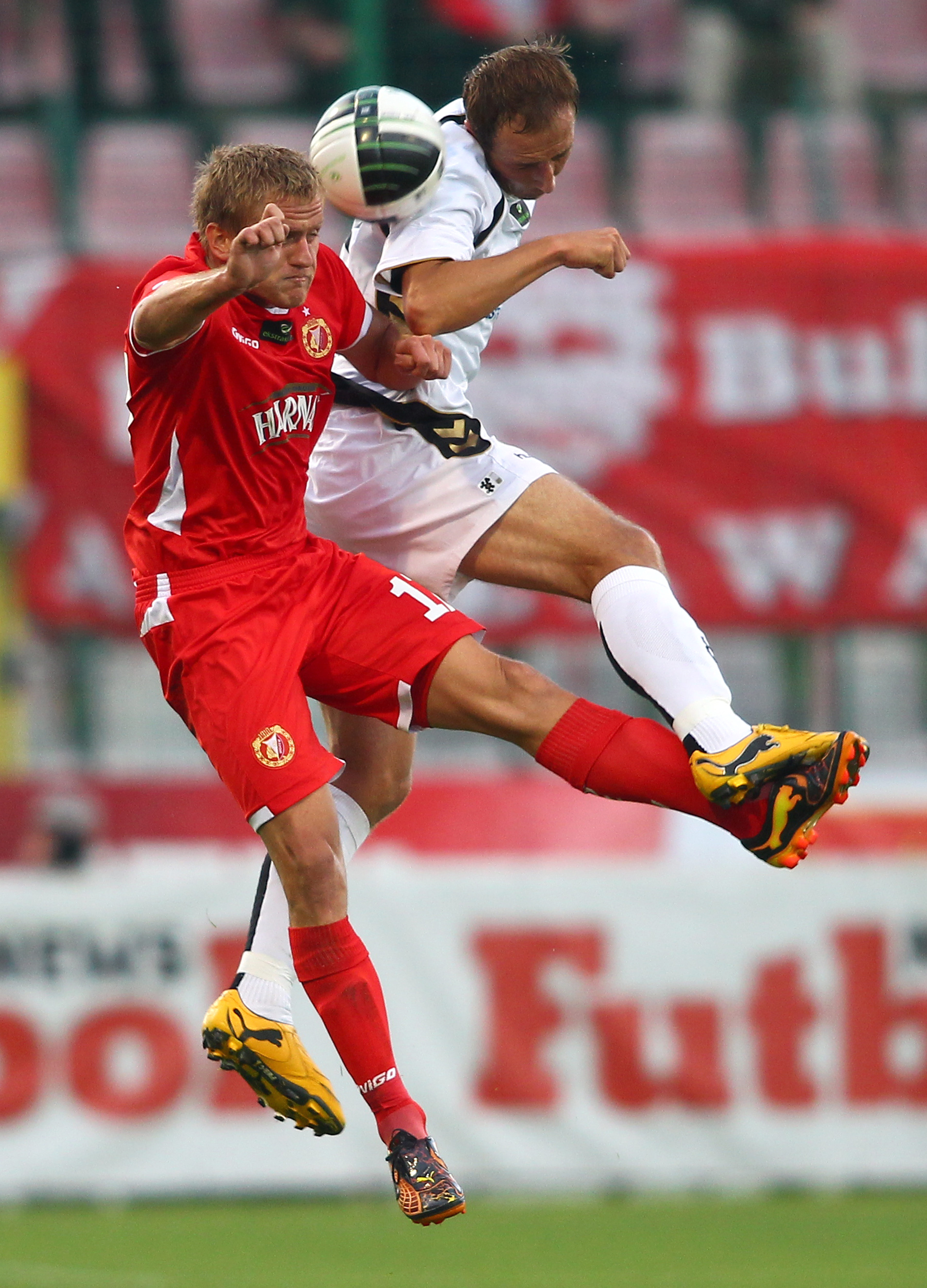
Tomasz Lisowski i Łukasz Trałka podczas meczu Ekstraklasy pomiędzy Widzewem a Polonią Warszawa w 2010 roku

Tomasz Lisowski (ur. 4 kwietnia 1985 w Braniewie) – polski piłkarz występujący na obrońcy.

## Kariera klubowa
Tomasz Lisowski urodził się w Braniewie i piłkarską karierę rozpoczynał w miejscowej Zatoce. Jego pierwszym trenerem był Czesław Staszczyński. Następnie reprezentował barwy Polonii Elbląg oraz Stomilu Olsztyn. Później trafił do Amiki Wronki, z której juniorami zdobył srebrny medal mistrzostw Polski. Przed sezonem 2004/2005 został włączony do pierwszego składu, w którym zadebiutował 22 września 2004 roku w wygranym 5:1 meczu pucharu Polski z Kotwicą Kołobrzeg. Do końca rozgrywek wystąpił jeszcze w dwóch innych spotkaniach; częściej grał w trzecioligowych rezerwach, których był najskuteczniejszym strzelcem – zdobył siedem goli.
26 listopada 2005 roku Lisowski zadebiutował w I lidze, zastępując w 79. minucie Zbigniewa Grzybowskiego w wygranym 3:1 meczu z GKS-em Bełchatów, który był debiutem trenerskim Krzysztofa Chrobaka w Amice. W całym sezonie rozegrał sześć spotkań, w których zawsze na boisku pojawiał się w drugich połowach. Przed sezonem 2006/2007 doszło do fuzji Amiki z Lechem Poznań, co spowodowało, że wroniecki klub rozgrywki te rozpoczął w III lidze. Lisowski wystąpił w kilku meczach, strzelił także jedną bramkę, lecz pod koniec sierpnia 2006 roku podpisał czteroletni kontrakt z Górnikiem Łęczna. W nowym klubie szybko wywalczył miejsce w podstawowym składzie. Zdobył także swojego pierwszego gola w I lidze – 17 marca 2007 roku w wygranym 3:2 meczu z Górnikiem Zabrze niesygnalizowanym uderzeniem z ostrego kąta pokonał bramkarza rywali. W całym sezonie rozegrał 25 spotkań i strzelił cztery bramki.
W czerwcu 2007 roku Lisowski przeszedł do Widzewa Łódź. W jego barwach zadebiutował w lipcowym meczu z Zagłębiem Lubin, natomiast pierwszą bramkę strzelił 23 lutego 2008 roku w spotkaniu przeciwko Odrze Wodzisław Śląski, przyczyniając się do zwycięstwa 4:3. W kwietniowym pojedynku z Polonią Bytom wykonał obraźliwy gest w kierunku publiczności, za co został ukarany finansowo przez Komisję Ligi. Był podstawowym graczem swojej drużyny, lecz nie pomógł jej utrzymać się w lidze – klub zajął 15. miejsce i został zdegradowany. W kolejnych rozgrywkach Lisowski nadal regularnie pojawiał się na boisku, zdobył także dwa gole: w meczach z Flotą Świnoujście oraz Koroną Kielce. Przed rozpoczęciem sezonu 2009/2010 w sparingu z Wisłą Płock zerwał więzadła w kolanie. Przerwa w treningach i rehabilitacja trwały blisko pół roku. Do gry powrócił w rundzie wiosennej, lecz na lewą obronę został sprowadzony Brazylijczyk Dudu Paraíba, który prezentował się lepiej i był podstawowym lewym obrońcą. W rundzie jesiennej sezonu 2010/2011 regularnie pojawiał się na boisku.
26 stycznia 2011 roku Lisowski podpisał trzyipółletni kontrakt z Koroną Kielce, który początkowo miał obowiązywać od 1 lipca. Kluby wcześniej doszły do porozumienia i zawodnik już przed rozpoczęciem rundy wiosennej sezonu 2010/2011 trafił do kieleckiego zespołu. 2 czerwca 2014 roku, odszedł z Korony Kielce, po tym, jak klub podjął decyzję o nieprzedłużaniu z nim wygasającej umowy.
Od początku lipca 2014 roku trenował z Pogonią Szczecin. Co ciekawe, Lisowski swój ostatni mecz w Koronie rozegrał właśnie przeciw Pogoni, gdy po sfaulowaniu przez Adama Frączaka w 32. minucie spotkania zerwał więzadła w kolanie. 19 lipca 2014 roku podpisał kontrakt z pomorskim zespołem. 28 października 2014 roku opuścił klub, rozwiązując swój kontrakt za porozumieniem stron. W międzyczasie piłkarz rozegrał w Pogoni ledwie dwa mecze, resztę czasu lecząc różne urazy, co również przyczyniło się do rozwiązania kontraktu.
10 lutego 2015 roku Lisowski ponownie został zawodnikiem Widzewa Łódź. Dołączył do drużyny przed rundą rewanżową sezonu 2014/2015 i miał pomóc zajmującemu ostatnią lokatę w tabeli klubowi, utrzymać się w I lidze. Niestety Widzew w sezonie 2014/15 spadł z I ligi, a 1 lipca 2015 ogłosił upadłość, w wyniku czego Tomasz Lisowski stał się wolnym zawodnikiem. W lipcu 2015 roku został zawodnikiem pierwszoligowej Chojniczanki Chojnice. 1 września 2016 trafił do Radomiaka Radom.

## Kariera reprezentacyjna
Tomasz Lisowski został powołany przez trenera Andrzeja Zamilskiego do reprezentacji U-20 na międzynarodowy turniej w Portugalii, który odbył się w drugiej połowie września 2005 roku. W jego ramach zagrał w wygranym po rzutach karnych meczu z gospodarzami, w którym na boisku pojawiał się w 66. minucie, zmieniając Mariusza Pawelca. Wystąpił także w pojedynku z Ukrainą, który zakończył się zwycięstwem Polski po rzutach karnych i zapewnił drużynie zwycięstwo w całych zawodach. W maju 2006 roku Lisowski został powołany do kadry U-21 w miejsce chorego Marcina Smolińskiego na mecz ze Szwecją. Wystąpił w nim przez ostatnie 30 minut, zastępując na placu gry Błażeja Telichowskiego.
W listopadzie 2007 roku Lisowski został powołany przez selekcjonera reprezentacji Polski Leo Beenhakkera na zgrupowanie, które odbyło się w grudniu w Turcji. W jego ramach wystąpił w wygranym 9:0 sparingu z Antalyasporem. Zagrał także w towarzyskim meczu przeciwko Bośni i Hercegowinie, w którym zaliczył swój oficjalny debiut w barwach narodowych. Po raz kolejny desygnowany został w styczniu 2008 roku na mecz z Finlandią. Wystąpił w nim przez pierwsze 45. minut, a po przerwie został zmieniony przez Piotra Brożka. W lutym dostał powołanie na pojedynek z Estonią. Zagrał w nim przez pełne 90 minut.
Tomasz Lisowski został także powołany przez Leo Beenhakkera na mecz z zagranicznymi gwiazdami Orange Ekstraklasy, który odbył się w marcu 2008 roku w Szczecinie. Nie wystąpił w nim jednak, natomiast po raz ostatni do kadry został desygnowany latem 2008 roku, kiedy to pojawił się na konsultacji szkoleniowej we Wronkach oraz zagrał w sparingu z młodzieżową drużyną Maccabi Hajfa.

## Statystyki

### Klubowe
Aktualne na 8 października 2016 roku
| Klub                  | Sezon       | Liga        | Liga  | Liga   | Puchar kraju | Puchar kraju | Puchar ligi | Puchar ligi | Suma  | Suma   |
| Klub                  | Sezon       | Liga        | Mecze | Bramki | Mecze        | Bramki       | Mecze       | Bramki      | Mecze | Bramki |
| --------------------- | ----------- | ----------- | ----- | ------ | ------------ | ------------ | ----------- | ----------- | ----- | ------ |
| Amica Wronki          | 2004/05     | Ekstraklasa | 0     | 0      | 3            | 0            | -           | -           | 3     | 0      |
| Amica Wronki          | 2005/06     | Ekstraklasa | 6     | 0      | 0            | 0            | -           | -           | 6     | 0      |
| Górnik Łęczna         | 2006/07     | Ekstraklasa | 18    | 1      | 1            | 0            | 6           | 3           | 25    | 4      |
| Widzew Łódź           | 2007/08     | Ekstraklasa | 22    | 1      | 2            | 0            | 4           | 0           | 28    | 1      |
| Widzew Łódź           | 2008/09     | I liga      | 29    | 2      | 0            | 0            | -           | -           | 29    | 2      |
| Widzew Łódź           | 2009/10     | I liga      | 13    | 2      | 0            | 0            | -           | -           | 13    | 2      |
| Widzew Łódź           | 2010/11 (j) | Ekstraklasa | 11    | 0      | 2            | 0            | -           | -           | 13    | 0      |
| Korona Kielce         | 2010/11 (w) | Ekstraklasa | 12    | 0      | 0            | 0            | -           | -           | 12    | 0      |
| Korona Kielce         | 2011/12     | Ekstraklasa | 28    | 1      | 0            | 0            | -           | -           | 28    | 1      |
| Korona Kielce         | 2012/13     | Ekstraklasa | 26    | 0      | 2            | 0            | -           | -           | 28    | 0      |
| Korona Kielce         | 2013/14     | Ekstraklasa | 9     | 0      | 0            | 0            | -           | -           | 9     | 0      |
| Pogoń Szczecin        | 2014/15 (j) | Ekstraklasa | 2     | 0      | 0            | 0            | -           | -           | 2     | 0      |
| Widzew Łódź           | 2014/15 (w) | I liga      | 9     | 0      | 0            | 0            | -           | -           | 9     | 0      |
| Chojniczanka Chojnice | 2015/16     | I liga      | 5     | 0      | 2            | 0            | -           | -           | 7     | 0      |
| Radomiak Radom        | 2016/17     | II liga     | 3     | 0      | 0            | 0            | -           | -           | 3     | 0      |
| Ogółem                | Ogółem      | Ogółem      | 193   | 7      | 12           | 0            | 10          | 3           | 215   | 10     |

### Reprezentacyjne
Wykaz meczów Tomasza Lisowskiego w reprezentacji Polski:
| Mecze w reprezentacji | Mecze w reprezentacji | Mecze w reprezentacji | Mecze w reprezentacji | Mecze w reprezentacji | Mecze w reprezentacji                | Mecze w reprezentacji |
| #                     | Data                  | Miasto                | Przeciwnik            | Wynik                 | Rozgrywki                            |                       |
| --------------------- | --------------------- | --------------------- | --------------------- | --------------------- | ------------------------------------ | --------------------- |
| 1.                    | 15.12.2007            | Kundu                 | Bośnia i Hercegowina  | 1:0                   | towarzyski, (nieuznawany przez FIFA) |                       |
| 2.                    | 02.02.2008            | Pafos                 | Finlandia             | 1:0                   | towarzyski, (nieuznawany przez FIFA) |                       |
| 3.                    | 27.02.2008            | Wronki                | Estonia               | 2:0                   | towarzyski                           |                       |